# Legio II Augusta
Legio II Augusta – legion rzymski obdarzony przez cesarza Oktawiana Augusta przydomkiem „Augusta”, oznaczającym „należący do Augusta”, około roku 25 p.n.e.. Legion uczestniczył m.in. w wojnie kantabryjskiej (29–19 p.n.e.), kampanii Germanika w Germanii (9 r. n.e.), inwazji w Brytanii (43 r n.e.) oraz kampanii w Szkocji Septymiusza Sewera (208–11 r. n.e.). Jego emblematami były: koziorożec, Pegaz i bóg wojny Mars.

## Historia
Początki istnienia Legio II nie są jasne. Być może został sformowany w roku 43 p.n.e. przez konsula Gajusza Wibiusza Pansę oraz Oktawiana jako Legio II Sabina od Sabiny (regionu w Italii zamieszkanego dawniej przez Sabinów). Legion ten walczył po raz pierwszy przeciwko Markowi Antoniuszowi, a następnie po sformowaniu drugiego triumwiratu przeciwko Brutusowi i Kasjuszowi w bitwie pod Filippi. W roku 30 wymieniony jest Legio II Gallica, który może być tym samym, co Legio II Sabina i Legio II Augusta.
Pierwsza pewna informacja o legionie pochodzi z 26 roku p.n.e. Przebywał wówczas na Półwyspie Iberyjskim, gdzie brał udział w wojnie kantabryjskiej pod wodzą Augusta w latach 29–19 p.n.e. W konflikcie tym uczestniczyły też inne legiony: I Germanica, II Macedonica, V Alaudae, VI Victrix, IX Hispana, X Gemina, XX Valeria Victrix oraz jeszcze jeden legion, prawdopodobnie VIII Augusta.
W 9 roku n.e., po porażce Rzymu w Lesie Teutoburskim, II Augusta został najprawdopodobniej przeniesiony nad Ren, w okolice Moguncji. W latach 14–16 uczestniczył w działaniach wojennych Germanika w Germanii. Następnie legion został przeniesiony do Argentoratum (dzisiejszy Strasburg), gdzie wybudował nowy fort.

### W Brytanii
W roku 43 n.e. II Augusta wraz z IX Hispana, XIV Gemina oraz XX Valeria Victrix uczestniczył w inwazji na Brytanię. Dowódcą drugiego legionu był wówczas Tytus Flawiusz Wespazjan, późniejszy cesarz. Nie wiadomo, gdzie dokładnie stacjonował legion po udanej kampanii. Wśród prawdopodobnych miejsc wymienia się Gloucester, Dorchester, Silchester i Lake Farm. W roku 55 prawdopodobnie brał udział w budowie nowego fortu Isca Dumnoniorum (dziś Exeter), gdzie stacjonował do 75 roku, kiedy przeniósł się do Caerleon w Walii. Pozostał tam aż do 139 roku, kiedy został wysłany do prac nad wznoszeniem Wału Antonina w latach 139–142.
W kolejnych latach uczestniczył w tłumieniu powstań a także prawdopodobnie w próbie zdobycia tronu cesarskiego przez Klodiusza Albinusa. W 208 roku, podczas kampanii Septymiusza Sewera w Szkocji, został przeniesiony do Carpow nad rzeką Tay. Podczas rządów Aleksandra Sewera (222–235) powrócił do Caerleon, gdzie był na pewno jeszcze w roku 255. W IV wieku II Augusta stacjonował w Richborough, stanowiąc obronę wybrzeża Kentu. Legio II Britannica mógł powstać z podzielenia II Augusta.